# Graham Thomas (Rose)
Die Rosensorte Graham Thomas, syn. 'AUSmas' ist eine sehr robuste Englische Rose, die David Austin 1983 eingeführt hat. Sie ist ein Abkömmling von Charles Austin × (Schneewittchen × eine Englische Rose) und zeigt Wuchseigenschaften einer „Alten Rose“.
Die Rosensorte ist dem Rosensammler, Buchautor und Gartenfachmann Graham Stuart Thomas gewidmet, der im 20. Jahrhundert dazu beitrug, dass die alten Rosen wieder populär wurden.
Die schalenförmigen Blüten duften teerosenartig und sind bernsteingelb bis (besonders bei Sonnenhitze) zitronengelb. Die etwa 11 cm großen Blüten treten meist in drei bis neun langstieligen Büscheln auf, sind aber recht kurzlebig und daher als Schnittrosen nicht gut geeignet.
Graham Thomas ist als Strauchrose mit mittlerem Wuchs – meist etwa 1,75 m hoch, in warmen Gebieten jedoch bis zu 4–5 m – und großen, hellgrünen, glänzenden Blättern. Sie eignet sich daher als Solitärpflanze oder für kleine Gruppen. Durch den aufrechten Wuchs ist sie auch in warmen Gebieten trotz ihrer Höhe nicht leicht als Kletterrose zu ziehen.

## Auszeichnungen
- Weltrose 2009
- James Mason Award 2000 der RNRS